# Les Égarés (film, 2019)
Pour les articles homonymes, voir Les Égarés.
Pour plus de détails, voir Fiche technique et Distribution.
Les Égarés est un film dramatique marocain réalisé par Said Khallaf, sorti en 2019,,.

## Fiche technique
- Réalisateur : Saïd Khallaf
- Scénario : Mohamed Najdi
- Image : Fadil Chouika
- Montage : Saïd Khallaf
- Cinématographe : Fadil Chouika